# Occitània (revue)
Occitània était une revue catalano-occitane, créée en janvier 1905 par l'écrivain catalan Josep Aladern et l'occitan Prospèr Estieu. Elle perpétuait une longue tradition de relations entre Occitans et Catalans (qui avait commencé avec Víctor Balaguer et Frédéric Mistral). Elle voulait créer des liens entre écrivains occitans et catalans. Elle portait comme sous-titre: revue littéraire et sociale des terres de Langue d'òc. La revue, qui était mensuelle de janvier à juin, puis bimensuelle, paraissait à Barcelone et à Toulouse. Elle n'a jamais eu un tirage supérieur à une cinquantaine d'exemplaires. Elle s'est arrêtée au bout de dix numéros (en octobre 1905).
Y ont collaboré du côté catalan l'écrivain Àngel Guimerà, l'alguérois Joan Pais, Eugeni d'Aurs, le majorquin Miquel Costa i Llobera et le valencien Teodor Llorente et côté occitan Antonin Perbosc et Loís Funèu entre autres.
Par la suite, Josep Aladern a publié seul en 1906 les 22 numéros d'une nouvelle revue littéraire Catalonia. Revista Literaria Setmanal.